# Geiselnahme in Dhaka 2016

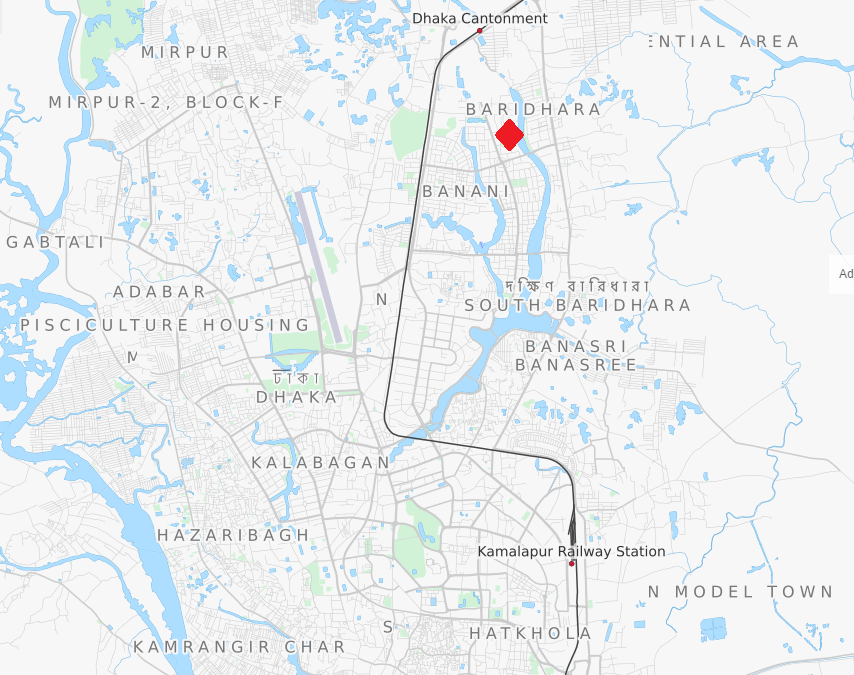
Ort des Angriffs

Bei einer Geiselnahme in Dhaka, der Hauptstadt von Bangladesch, überfiel am 1. Juli 2016 gegen 21:20 Uhr Ortszeit eine Gruppe bewaffneter Männer das Café Holey Artisan Bakery im Diplomatenviertel Gulshan und nahm eine zweistellige Anzahl von Menschen als Geiseln. Nach mehreren Stunden erfolgloser Verhandlungen zwischen den Tätern und der Polizei stürmte ein Sonderkommando das Café. 13 Geiseln konnten befreit werden, 20 Gäste, zwei Polizisten und mindestens fünf Geiselnehmer starben. Die Tat hatte einen islamistischen Hintergrund. Die bangladeschischen Behörden machten eine radikalen Flügel der islamistischen Gruppierung Jamaat-ul-Mujahideen Bangladesh (JMB) für die Tat verantwortlich.

## Tathergang
Am 1. Juli 2016 gegen 21:20 Uhr Ortszeit stürmte eine Gruppe bewaffneter Männer das Café Holey Artisan Bakery im Diplomatenviertel Gulshan von Dhaka. Zunächst wurden neun Angreifer vermutet, später wurde diese Zahl in Polizeimeldungen auf sieben reduziert. Die Geiselnehmer riefen „Allahu Akhbar“, zündeten Sprengsätze und brachten mindestens 35 Menschen in ihre Gewalt. Einige Caféangestellte konnten auf das Dach des Gebäudes flüchten und anschließend Informationen an die herbeigerufenen Polizeikräfte weitergeben.
Während der darauffolgenden Belagerung kam es wiederholt zu Schusswechseln zwischen den Tätern und der Polizei. Nachdem rund zwölfstündige Verhandlungen erfolglos geblieben waren, erstürmte ein Sondereinsatzkommando der Polizei am Morgen des 2. Juli das Lokal. Dabei konnten dreizehn Geiseln befreit werden. Zwanzig Geiseln waren durch die Terroristen ermordet worden. Die meisten muslimischen Geiseln wurden von den Terroristen verschont. Wer den Koran zitieren konnte, erhielt stattdessen etwas zu essen.

## Opfer
| Nationalität               | Zahl |
| -------------------------- | ---- |
| Italien                    | 9    |
| Japan                      | 7    |
| Bangladesch                | 41   |
| Vereinigte Staaten         | 1    |
| Indien                     | 1    |
| Summe                      | 22   |
| 1 darunter zwei Polizisten |      |

Nach der Erstürmung fand die Polizei die Leichen von zwanzig Geiseln. Nach Aussage eines Armeesprechers waren die Opfer „brutal mit Hieb- und Stichwaffen“ umgebracht worden. Spätere Obduktionen zeigten, dass die Geiseln zum Teil regelrecht gefoltert und verstümmelt worden waren. Besonders die Frauen wiesen schwerste Verletzungen auf.
Die Opfer waren neben zwei Bangladeschern überwiegend Ausländer: neun Italiener, sieben Japaner, eine US-Amerikanerin bangladeschischer Herkunft und eine Inderin. Die Japaner (5 Männer, 2 Frauen) waren Mitarbeiter der staatlichen japanischen Entwicklungshilfe-Organisation JICA. Die Italiener (5 Frauen, 4 Männer) waren größtenteils in der Textilindustrie tätig, ebenso eine Bangladescherin. Ein Bangladescher, die Inderin und die US-Amerikanerin (bangladeschischer Herkunft) waren befreundete Studenten. Getötet wurden zudem zwei Polizisten. Mindestens zweiundzwanzig Menschen wurden verletzt.

## Täter
Nach der Erstürmung teilten die Behörden mit, dass sechs Geiselnehmer getötet wurden und der siebte festgenommen werden konnte. Nach Presseberichten wurden auch vier weitere Personen, mutmaßlich Angestellte des Holey Artisan, in Handschellen abgeführt. Bald darauf stellte sich heraus, dass der offenbar versehentlich von der Polizei erschossene Pizzabäcker des Cafés vermutlich irrtümlich zu den Geiselnehmern gezählt wurde. Ob es sich bei dem festgenommenen Mann, der in dem Café als Küchenhilfe angestellt war und einige Tage später seinen schweren Verletzungen erlegen ist, tatsächlich um einen Geiselnehmer oder eine Geisel gehandelt hat, konnte vor seinem Tode nicht mit Gewissheit geklärt werden.
Das IS-Sprachrohr Amaq teilte mit, dass der „Islamische Staat“ die Verantwortung für den Anschlag übernehme, und veröffentlichte Fotos von fünf Terroristen, auf denen diese mit einer Schusswaffe vor einer Flagge des Islamischen Staates posierten. Die bangladeschische Regierung vertrat dagegen die Auffassung, dass eine einheimische islamistische Organisation namens Jamaat-ul-Mujahideen Bangladesh den Anschlag verübt habe.

## Reaktionen
Bangladeschs Regierungschefin Scheich Hasina sprach in einer Fernsehansprache den Terroristen ab, Muslime zu sein. Die italienische Fußballnationalmannschaft bestritt ihr Viertelfinalspiel gegen Deutschland bei der Fußball-Europameisterschaft 2016 am 2. Juli mit einem Trauerflor. Außerdem wurde vor Beginn des Spiels im Stadion von Bordeaux eine Gedenkminute mit Akklamation für die Opfer des Anschlages gehalten.

## Befreite Geiseln unter Verdacht
Dreizehn Geiseln überlebten die Geiselnahme. Mehrere dieser Personen wurden jedoch durch die bangladeschischen Sicherheitskräfte unter dem Verdacht festgenommen, dass sie mit den Geiselnehmern in Verbindung gestanden bzw. diese unterstützt hätten. Bis zum 29. Juli 2016 war über den Verbleib von zwei überlebenden Gästen des Restaurants, Hasnat Karim und Tahmid Khan, nichts weiteres bekannt geworden. Der Polizeichef von Dhaka antwortete auf eine entsprechende Anfrage, dass die beiden sich durch ihr Verhalten während der Geiselnahme verdächtig gemacht hätten, er aber nicht wisse, wo sich die beiden Beschuldigten befänden. Die Familienangehörigen der beiden Festgenommenen bestritten heftig, mit den Geiselnehmern in Verbindung gestanden zu haben. Sie hätten nur überlebt, weil sie Koranverse zitieren konnten und ansonsten die Anweisungen der Geiselnehmer befolgten, welche sie als menschliche Schutzschilde benutzt hätten. Menschenrechtsorganisationen äußerten sich besorgt und forderten die bangladeschischen Behörden auf, entweder eine konkrete Anklage zu formulieren oder die beiden Personen unverzüglich freizulassen.

## Politischer Kontext
Seit etwa dem Jahr 2013 gibt es in Bangladesch verstärkt Anschläge auf Personen, die öffentlich eine säkulare oder atheistische Weltanschauung vertreten haben oder sich gegen den politischen Islamismus ausgesprochen haben. Opfer dieser Anschläge waren zunächst ganz überwiegend Internet-Blogger, dann aber zunehmend auch Intellektuelle (Professoren, Studenten, Verleger). Die Opfer wurden meist von einer kleinen Gruppe junger Männer überfallen, die mit Macheten oder Hackmessern bewaffnet waren und gemeinschaftlich auf ihre Opfer einhieben. Seit 2015 wurden auch zunehmend Angehörige religiöser Minderheiten (Hindus, Christen, Buddhisten, aber auch Schiiten) sowie Ausländer attackiert. Die Täter wurden nur in einer Minderheit der Fälle dingfest gemacht. In diesen Fällen stellte sich ein islamistischer Hintergrund heraus. Immer wieder übernahm die Terrororganisation Islamischer Staat die Verantwortung für einzelne Anschläge, jedoch bestritten in diesem Fall verschiedene Stellen die Täterschaft des Islamischen Staats, unter anderem die bangladeschische Regierung, die lokale islamistische Gruppierungen verantwortlich machte. Auch Vertreter der US-Regierung vermuteten eher al-Qaida als den Islamischen Staat hinter den Anschlägen.
Am 27. August 2016 wurde der mutmaßliche Drahtzieher und Organisator des Anschlages, Tamim Chowdhury, ein Bangladescher aus Sylhet, der zeitweilig in Kanada gelebt hatte, bei einem Feuergefecht mit bangladeschischen Polizeieinheiten im Distrikt Narayanganj getötet. Am 7. Januar 2017 starb Nurul Islam Marzan, der den bangladeschischen Behörden als einer der wesentlichen Koordinatoren der Geiselnahme galt, bei einem Feuergefecht mit der bangladeschischen Polizei.